# Palworld
Palworld (букв. «Мир приятелей») — компьютерная игра в жанре action-adventure с элементами симулятора выживания, разработанная и изданная японской компанией Pocket Pair. Действие игры разворачивается в открытом мире, населённом звероподобными существами, известными как «Pals». Игроки могут сражаться и захватывать «палов», чтобы использовать их для строительства базы, перемещения и боя. В Palworld можно играть как в одиночку, так и в онлайне с участием до 32 игроков. Проект был анонсирован в 2021 году, релиз в раннем доступе состоялся в январе 2024-го на консолях Xbox One и Xbox Series X/S, а также на ПК. Сатирическая концепция игры предполагающая оснащение палов огнестрельным оружием, принесла ей прозвище «Покемоны с пушками». Другие элементы геймплея, такие как использование существ в качестве еды или их размещение для работы в шахтах и фабриках (в чём усмотрели рабство), также привлекли внимание СМИ.
За первые 24 часа после релиза было продано более двух миллионов копий игры, Palworld занимает 2-е место по единовременному количеству пользователей за всю историю Steam. В целом проект получил положительные отзывы, рецензенты хвалили игровой процесс, контент и многочисленные сатирические элементы, однако сетовали на его шокирующий юмор — который является одной из главных изюминок проекта — и использование «неоригинальных» дизайна и механики. В связи с этим некоторые фанаты Nintendo и покемонов предлагали бойкотировать игру.

## Игровой процесс
Palworld представляет собой многопользовательскую игру в открытом мире от третьего лица, в которой несколько игроков одновременно могут исследовать огромный игровой мир.. Как и в других играх на выживание, игрокам необходимо контролировать уровень голода, создавать основные предметы, собирать материалы и строить базы, которые также служат точками быстрого перемещения. Разблокировка через дерево технологий позволяет игроку создавать и использовать новое оружие, конструкции и украшения.
На островах Палпагос, которые должен исследовать игрок, обитает более 100 существ, известных как палы. Игрок напрямую вступают в бой с палом, чтобы ослабить его и захватить, используя «Сферы Пала». Палов также можно покупать у NPC или обменивать их у других игроков. После захвата пала его можно использовать для боёв или размещать на базах для помощи в сборе мусора, крафте, приготовлении пищи и т. д., в зависимости от их типа. У каждого из палов есть партнёрский навык, позволяющий использовать его в качестве оружия или средства передвижения.
Антагонистами игры выступают различные группировки, такие как преступный синдикат, освободительное движение Пал и полицейские силы обороны острова, возглавляемые могущественными тренерами, которые проживают в Башнях и выступают в качестве главных боссов игры. У фракций есть неигровые персонажи, которые время от времени появляются в игровом мире, патрулируя, либо сражаясь друг с другом, они враждебны к игроку и могут сражаться с ним с помощью оружия. В игре также есть система уровней розыска, где, если игрок совершает преступление (обычно против людей, например нападение), другие человеческие NPC становятся враждебными по отношению к нему, его начинают выслеживать солдаты, атакуя игрока пока он не будет убит или не сможет сбежать от преследования.

## Разработка
Разработчиком и издателем Palworld выступила Pocket Pair, независимая компания из Токио. Это их второй проект в жанре выживания в открытом мире после Craftopia. Как и в Palworld, в ней используется игровые элементы напоминающие Minecraft и The Legend of Zelda: Breath of the Wild, но с упором на механику сбора существ, популяризированную франшизой Pokémon.
По словам разработчиков их главным источником вдохновения был не Pokémon. Генеральный директор компании, Такуро Мизобе, подчёркивал, что концепция Palworld базировалась на Ark: Survival Evolved, в которой также были динозавры-компаньоны. В свою очередь механика выживания и игровые задачи были вдохновлены Rust, а серия Dragon Quest повлияла на дизайн существ. На ранних этапах разработки было решено перенести игру с движка Unity, на котором основывались все предыдущие проекты Pocket Pair, на Unreal Engine. Бюджет игры превысил 1 миллиард иен, компания нанимала более 40 дополнительных сотрудников.

## Выпуск
Анонс игры состоялся 5 июня 2021 года с подробным описанием ключевых функций, таких как выживание, крафтинг, исследование, эксплуатация существ и многопользовательский режим. В последующие годы появилась более подробная информация, игру демонстрировали в рамках таких мероприятий, как Tokyo Game Show, где разработчики подтвердили релиз для консолей Xbox в дополнение к ПК, и Summer Game Fest, где было объявлено окно начала раннего доступа — январь 2024 года.
Некоторые зрители дебютного трейлера посчитали Palworld фейком, что очень удивило команду разработчиков. Релиз игры в раннем доступе состоялся 19 января 2024 года в Steam и Xbox Game Preview (доступна Game Pass с первого дня), как ожидается, проект пробудет в этом статусе как минимум в течение одного года. Запланированные обновления предполагают добавление PvP-режима, рейдов между гильдиями и межсерверную торговлю палами.